# Opinioni di un clown
Opinioni di un clown (titolo orig. Ansichten eines Clowns) è un romanzo scritto nel 1963 dallo scrittore tedesco Heinrich Böll.
È una prorompente critica all'ipocrisia borghese legata alla ricostruzione post-bellica della Germania Occidentale (con velati riferimenti al piano Marshall e alle sue conseguenze politiche), alla negazione acritica del passato e al senso di vergogna ed estemporanea nuova appartenenza di "rinascita". Il romanzo è ambientato al tempo del miracolo economico tedesco-occidentale.
La Germania post-nazista affrontò un lungo periodo di miseria economica e sociale, prima di avviare il processo ricostruttivo. L'analisi di Böll affronta il versante borghese di questa rinascita: il lungo lamento del clown è l'occasione per l'autore di descrivere le convenzioni di quella borghesia conservatrice dapprima favorevole o, comunque, non ostile al nazismo e, una volta tornata la Germania alla democrazia, pronta a riproporre nel nuovo quadro sociale i suoi riti e i suoi pregiudizi.

## Trama
La vicenda si svolge tutta in un arco temporale di circa tre ore nell'anno 1962. Hans Schnier è un giovane clown che vive a Bonn, città dove si svolge l'azione descritta nel romanzo. Dopo l'ennesima rappresentazione fallimentare, rientrato nel suo alloggio, Hans si lascia andare a una lunga commiserazione su sé stesso e su ciò che più lo tormenta: l'abbandono da parte della donna con cui viveva, Maria. L'unione di Hans con Maria, fervente cattolica, era stata sempre osteggiata dagli esponenti dei comitati cattolici locali. La coppia, oggetto di pressioni sempre maggiori, si era lasciata andare ad alterchi via via più accesi fino alla definitiva separazione. Alla fine, Maria aveva deciso di sposare il cattolico Züpfner, desiderosa di una relazione stabile e “borghese”.
A Hans, rimasto solo, non rimane che rifugiarsi nella malinconia di un amore ormai irrimediabilmente perduto e riguardare il suo passato, anche se da sotto la sua maschera di clown è l'unico a leggere la propria vita senza il filtro dell'ipocrisia nella quale è cresciuto. Hans e Maria non hanno mai regolarizzato la propria unione, soprattutto a causa del rifiuto dell'uomo di firmare una carta con cui garantisse che eventuali figli sarebbero stati allevati nella religione cattolica. Maria ha seguito Hans nei viaggi di lavoro per cinque anni; in una di queste città, scoperto che era in corso una conferenza cattolica presso l'hotel in cui sono scesi, vi si è recata per “respirare aria cattolica”; rientrato tardi, Hans si è addormentato da solo e ha scoperto, il mattino seguente, che la donna se ne era andata per sempre.
Suonano il campanello di casa: è suo padre che viene a fargli visita dopo tre anni che non si vedono. L'uomo è un milionario. Hans Schnier non ha mai smesso di rimproverare a lui e alla madre, che non abbiano fermato la sorella Henriette quando si è arruolata nella difesa antiaerea Flak, negli ultimi tempi di guerra, finendo con il rimanere uccisa. Sono già passati 17 anni da allora. Il terzo fratello, Leo, si è di recente convertito al cattolicesimo, con un certo dolore dei genitori, e si è chiuso a studiare teologia in un convento. Il padre, toccato dalle cattive recensioni di stampa, è venuto a offrire un piccolo sussidio mensile, a patto che Hans si metta a studiare seriamente recitazione. Il giovane gli rimprovera di non aver mai beneficiato della ricchezza della famiglia, anzi la spilorceria della madre era tale che della propria infanzia si ricorda solo la fame continua. È questo disaccordo che l'ha spinto all'età di 21 anni a abbandonare gli studi e iniziare la carriera di attore comico.
Il padre se ne va senza dargli nulla di concreto. Hans telefona a una serie di conoscenti per chiedere prestiti, con il solo risultato di venire a sapere che Maria è in viaggio di nozze a Roma. Si deprime ancora di più, non riesce a sopportare l'idea della sua donna insieme a Züpfner. Finalmente il fratello Leo gli telefona e promette di portargli l'indomani tutto ciò di cui dispone, una somma irrisoria; ma durante la conversazione Hans si rende conto che Leo ha parlato con Maria e il suo detestabile marito, e per reazione rifiuta il suo aiuto. Senza un marco, senza la prospettiva di soccorso immediato, Hans Schnier prende la chitarra e si reca alla stazione ferroviaria, dove aspetterà il ritorno di Maria dal viaggio di nozze. Mentre canta accompagnandosi con lo strumento, i passanti gettano monetine nel cappello.

## Opere derivate
Nel 1976 è stato presentato  al pubblico il film Ansichten eines Clowns, di produzione tedesca, diretto da Vojtěch Jasný; con Helmut Griem (Hans Schnier), Hanna Schygulla (Marie Derkum), Gustav Rudolf Sellner padre di Hans e Eva Maria Meineke (madre di Hans).
Il 30 marzo 2019 il Nationaltheater Mannheim ha presentato in anteprima una versione teatrale basata sul romanzo con adattamento testuale di Valery Pecheykin, diretto dal russo Maxim Didenko. scenografia e costumi: Maria Tregubova; coreografia Dina Kuseyn. La produzione è durata un'ora e 45 minuti senza interruzione; ha illustrato la "caricatura clownesca" della menzogna sociale degli anni di Adenauer.

## Edizioni
- (DE)  Heinrich Böll, Ansichten eines Clowns. Roman. Kiepenheuer & Witsch, Köln-Berlin, 1963.

Edizioni in italiano
- Heinrich Böll, Opinioni di un clown, traduzione di Amina Pandolfi, collana Medusa, Milano, Arnoldo Mondadori Editore, 1965.
- Heinrich Böll, Opinioni di un clown, traduzione di Amina Pandolfi, collana Oscar, Milano, Arnoldo Mondadori Editore, 1972.
- Heinrich Böll, Opinioni di un clown, traduzione di Anna Ruchat, collana Oscar Moderni Cult, Milano, Mondadori, 2023, ISBN 978-88-047-6516-5.